# 田村俊介
田村 俊介（たむら しゅんすけ、2003年8月25日 - ）は、京都府舞鶴市出身のプロ野球選手（外野手・内野手）。左投左打。広島東洋カープ所属。

## 経歴

### プロ入り前
舞鶴市立中舞鶴小学校で軟式野球を始め、卒業後は親元を離れて明徳義塾中学校に進学。3年夏の全日本少年軟式野球大会で準優勝した。
その後、中高一貫の明徳義塾高等学校ではなく愛知工業大学名電高等学校に進学。1年春からベンチ入りし、6月に行われた星稜との練習試合では奥川恭伸に投げ勝った。同年夏からエースとなり、登板のない試合では一塁手や外野手としてプレーした。3年春の愛知県大会では左投げながら三塁の守備に就き、話題となった。同年夏は県大会で愛知私学4強の東邦、中京大中京、享栄に全て勝利して優勝し、第103回全国高等学校野球選手権大会に出場した。同大会では東北学院との1回戦に先発登板したが、3回途中2失点で降板。その後一塁の守備に就き、3点を追う8回に夏の甲子園通算1700号となるソロ本塁打を放ったが、チームは敗れた。試合後に二刀流でのプロ志望を明言し、2021年9月10日にプロ志望届を提出した。
10月11日に行われたドラフト会議で、広島東洋カープから4位指名を受け、11月6日に契約金3500万円、年俸500万円で仮契約を結んだ（金額は推定）。背番号は60。

### 広島時代
2022年は、二軍公式戦43試合に主に外野手として出場し、打率.185、11打点と打撃で苦しみ、怪我の影響もあって一軍出場はなかった。11月9日に現状維持の推定年俸500万円で契約を更改した。
2023年は一軍キャンプを完走し、オープン戦には14試合に出場して初本塁打を打つなど評価を上げ、初の開幕一軍入りを果たし、開幕戦にも代打で一軍公式戦初出場を果たした。しかし、2試合の出場で4月7日に登録を抹消された。7月12日に再度一軍登録されたが、またしても2試合の出場のみで同月19日に登録を抹消された。9月12日までに二軍で打率.278、4本塁打の記録を残し、同日、一軍に登録された。同日の対東京ヤクルトスワローズ戦（明治神宮野球場）にてプロ通算6打席目でプロ初安打を記録した。9月17日の中日ドラゴンズ戦（バンテリンドーム ナゴヤ）の打席で齋藤綱記の投球が左手小指付近に当たり、負傷交代。病院で診断の結果、左小指中手骨骨折と判明し登録を抹消され、そのままシーズンを終えた。最終的に、10試合出場で、打率.364（22打数8安打）を記録。オフに、200万円増となる推定年俸700万円で契約を更改した。
2024年、野球日本代表（侍ジャパン）井端弘和監督より評価され、強化試合である「カーネクスト 侍ジャパンシリーズ2024 日本 vs 欧州代表」のメンバーに選出されたことが2月14日に発表された。3月6日、3月7日の両試合に出場し、5打数1安打の成績だった。その後もオープン戦で3本塁打を記録するなど好調を見せ、自身初の一軍開幕スタメンを勝ち取るも、22試合で打率.182（66打数12安打）、2打点にとどまり、末包昇大の一軍昇格と入れ替わる形で5月8日に一軍登録抹消された。8月14日に再び一軍登録され、一軍と二軍を行き来するが結果が残せず、最終的に37試合の出場で打率.198、5打点でシーズンを終えた。
2025年4月5日、横浜DeNAベイスターズ戦（MAZDA Zoom-Zoom スタジアム広島）で11回裏に代打で出場すると、右中間にプロ初本塁打となるサヨナラ本塁打を記録した。プロ初本塁打が代打サヨナラ本塁打は球団初。このプレーにより、月間サヨナラ賞を初受賞した。

## 選手としての特徴
非凡な打撃センスが光る左の大砲候補。パワフルなスイングと優れたバットコントロールで、コースに逆らわず広角に力強い打球が打てる。守備では、元投手らしく強肩が魅力。
50m走のタイム6秒2、遠投100mを記録。
高校時代に投手として最速145km/h、打者として通算32本塁打を記録している。

## 詳細情報

### 年度別打撃成績
| 年 度     | 球 団     | 試 合 | 打 席 | 打 数 | 得 点 | 安 打 | 二 塁 打 | 三 塁 打 | 本 塁 打 | 塁 打 | 打 点 | 盗 塁 | 盗 塁 死 | 犠 打 | 犠 飛 | 四 球 | 敬 遠 | 死 球 | 三 振 | 併 殺 打 | 打 率 | 出 塁 率 | 長 打 率 | O P S |
| --------- | --------- | ----- | ----- | ----- | ----- | ----- | -------- | -------- | -------- | ----- | ----- | ----- | -------- | ----- | ----- | ----- | ----- | ----- | ----- | -------- | ----- | -------- | -------- | ----- |
| 2023      | 広島      | 10    | 22    | 22    | 3     | 8     | 2        | 0        | 0        | 10    | 0     | 0     | 0        | 0     | 0     | 0     | 0     | 0     | 6     | 1        | .364  | .364     | .445     | .818  |
| 2024      | 広島      | 37    | 106   | 101   | 4     | 20    | 3        | 2        | 0        | 27    | 5     | 1     | 1        | 1     | 0     | 3     | 1     | 1     | 27    | 2        | .198  | .229     | .267     | .496  |
| 通算：2年 | 通算：2年 | 47    | 128   | 123   | 7     | 28    | 5        | 2        | 0        | 37    | 5     | 1     | 1        | 1     | 0     | 3     | 1     | 1     | 33    | 3        | .228  | .252     | .301     | .553  |

- 2024年度シーズン終了時

### 年度別守備成績
| 年 度 | 球 団 | 外野  | 外野  | 外野  | 外野  | 外野  | 外野     |
| 年 度 | 球 団 | 試 合 | 刺 殺 | 補 殺 | 失 策 | 併 殺 | 守 備 率 |
| ----- | ----- | ----- | ----- | ----- | ----- | ----- | -------- |
| 2023  | 広島  | 5     | 10    | 1     | 0     | 1     | 1.000    |
| 2024  | 広島  | 27    | 36    | 2     | 1     | 0     | .974     |
| 通算  | 通算  | 32    | 46    | 3     | 1     | 1     | .980     |

- 2024年度シーズン終了時

### 表彰
- 月間サヨナラ賞：1回（2025年3、4月[28]）

### 記録
- 初出場・初打席：2023年3月31日、対東京ヤクルトスワローズ1回戦（明治神宮野球場）、9回表にケムナ誠の代打で出場、星知弥から見逃し三振
- 初先発出場：2023年9月12日、対東京ヤクルトスワローズ22回戦（明治神宮野球場）、「7番・左翼手」で先発出場[35]
- 初安打：同上、5回表にサイスニードから中前安打[36]
- 初打点：2024年3月31日、対横浜DeNAベイスターズ3回戦（横浜スタジアム）、2回表に大貫晋一から一ゴロの間
- 初盗塁：2024年10月1日、対横浜DeNAベイスターズ25回戦（横浜スタジアム）、 2回表に二盗（投手：アンドレ・ジャクソン、捕手：戸柱恭孝）
- 初本塁打：2025年4月5日、対横浜DeNAベイスターズ2回戦（MAZDA Zoom-Zoom スタジアム広島）、11回裏に山崎康晃から右越ソロ[37]

### 背番号
- 60（2022年[11] - ）